# Sa-nesut
Sa-nesut (nach anderer Lesart auch Sa-nisut und Sa-nesu) ist die altägyptische Bezeichnung für den Sohn (Prinz) eines Königs (Pharao), die erstmals in der 2. Dynastie sicher belegt ist. Die weibliche Form des Titels ist Sat-nesut (auch Sat-nisut und Sat-nesu gelesen) und bezeichnet die Tochter eines Königs (Prinzessin).

## Funktion
Es handelte sich um einen Verwandtschaftstitel, der allerdings in späterer Zeit, etwa ab dem Alten Reich, zum reinen Funktionstitel degradiert wurde. Viele hochrangige Beamte und Priester schmückten sich mit dem Titel eines „Königssohns“, obwohl sie mit dem Königshaus oft gar nicht oder nur entfernt verwandt waren. „Echte“ Königssöhne und -töchter trugen neben dem Titel Sa(t)-nesut den Titel eines Wesirs (Tjati), der allein nur ihnen vorbehalten war, sodass ihre tatsächliche Verwandtschaft zum König nur über den Wesirstitel nachweisbar ist.
Neben der Grundform Sa(t)-nesut gab es mehrere Varianten des Titels, die mehrheitlich als Steigerungsform dienen sollten. So gab es seit dem Alten Reich den Titel Sa(t)-nesut-en/nit-chetef („Leiblicher Sohn / Leibliche Tochter des Königs“) und später noch Sa(t)-nesut-tepi („Erster Sohn / Erste Tochter des Königs“). Ab der Amarna-Zeit (18. Dynastie) wurde der Titel Sa-nesut-en-Kusch („Vizekönig von Kusch“) eingeführt und an Verwalter der nubischen Provinzen vergeben.